# Latvijas dzelzceļš
Latvijas dzelzceļš (LDz) (littéralement les chemins de fer lettons) est la société nationale des chemins de fer de Lettonie, dont le siège se trouve à Riga.
La société est l'un des plus importants employeurs de Lettonie avec 11 600 employés.

## Gares principales

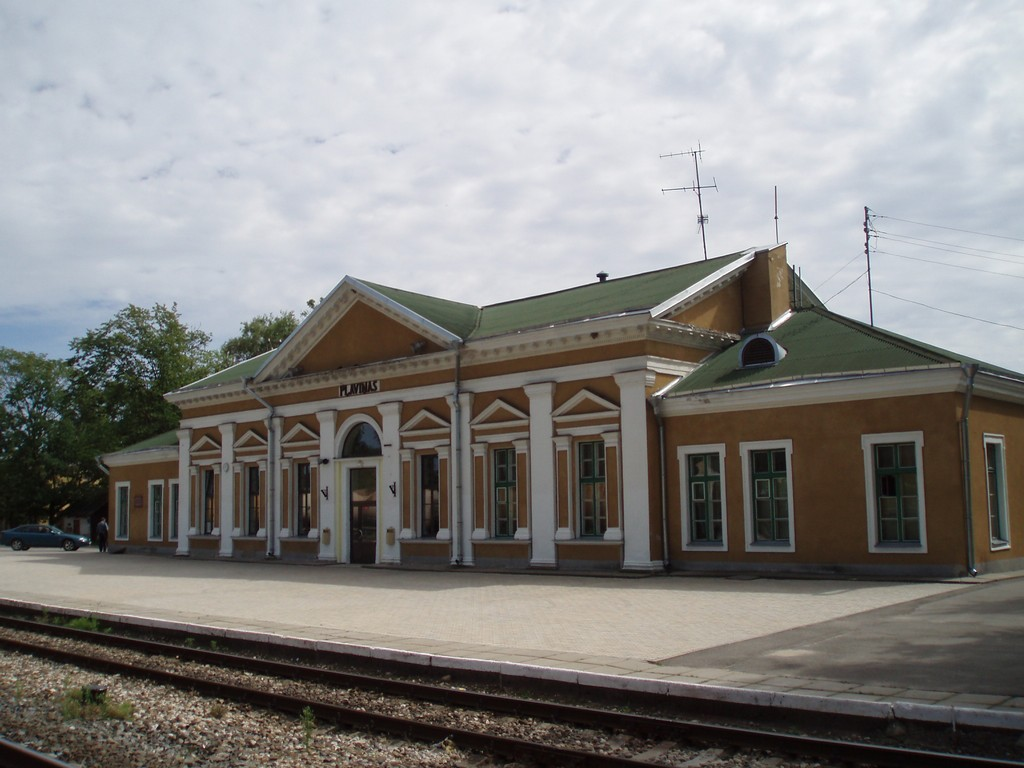
Gare de Pļaviņas.

Les principales gares sont :
- Gare centrale de Riga,
- Gare de Jelgava,
- Gare de Jūrmala,
- Gare de Krustpils,
- Gare de Liepāja,
- Gare de Rēzekne,
- Gare de Daugavpils.